# Procris (botânica)
Procris (botânica) é um género botânico pertencente à família Urticaceae..